# マイク・ペレス (ボクサー)
マイク・ペレス（Ismaikel "Mike" Pérez、1985年10月20日 - ）は、キューバのプロボクサー。シエゴ・デ・アビラ州シエゴ・デ・アビラ出身。現在はアイルランドコーク県コーク在住。

## 来歴

### アマチュア時代
2001年、北アイルランドのベルファストで開催された世界ボクシング選手権にライトミドル級（71kg）で出場し、1回戦で敗退した。
2004年、キューバの国内選手権にライトヘビー級（81kg）で出場するが準々決勝でヨアン・パブロ・エルナンデスに敗れた。
アマチュア時代は特に目立った成績は残していない。

### プロ時代
2007年、マネージャーのゲーリー･ハイドが手配した亡命業者の高速ボートでキューバからの脱出に成功するが、入港予定のメキシコカンクンに軍艦が停泊していたことで入港できず、十分な飲み水などが無い中で3日間沖で漂い続け死にかける。入港後にもハイドのミスで亡命業者を怒らせてしまい、ペレスが誘拐されることになるが、ハイドが20万ドルの身代金を支払うことでなんとか奪還に成功し、その後アレクセイ・アコスタ、ルイス・ガルシアと共にアイルランド共和国へ亡命した。
2008年1月26日、アイルランドコーク県コークのネプチューン・コークでデビュー戦を行い、初回1分35秒TKO勝ちを収めデビュー戦を白星で飾った。
2011年5月7日、アレクサンドラ・パレスで行われたプライズファイター 18: ヘビー級インターナショナル1の準々決勝でカートソン・マンスウェルに3-0（3者共30-25）の判定勝ちを収め準決勝進出を果たし、準決勝でグレゴリー・トニーと対戦し、初回54秒TKO勝ちを収め決勝進出を果たし、決勝でタイ・フィールズと対戦し、初回42秒TKO勝ちを収め3回戦で行われたトーナメントを制した。
2013年11月2日、マディソン・スクエア・ガーデン・シアターでゲンナジー・ゴロフキン対カーティス・スティーブンスの前座でUSNBCヘビー級王者マゴメド・アブドゥサラモフと対戦し、10回3-0（2者が97-92、95-94）の判定勝ちを収め王座獲得に成功した。この試合はペレスのHBOデビュー戦となった。
2014年1月8日、モントリオールのベル・センターでジャン・パスカル対ルシアン・ブーテの前座でカルロス・タカムと対戦し、10回0-1(94-96、2者が95-95)の判定で引き分けたが初防衛に成功した。
2014年5月24日、ブライアント・ジェニングスとWBC世界ヘビー級挑戦者決定戦を行う予定だったが、ペレスが肩を負傷したことで試合延期となった。
2014年7月26日、マディソン・スクエア・ガーデンでゲンナジー・ゴロフキン対ダニエル・ゲールの前座で延期となっていたブライアント・ジェニングスとWBC世界ヘビー級王者バーメイン・スタイバーンへの挑戦者決定戦を行い、プロ初黒星となる12回1-2（113-114、112-115、114-113）の判定負けを喫しスタイバーンへの挑戦権獲得に失敗した。
2015年5月22日、モスクワのルジニキ・スタジアムでWBC世界ヘビー級王者デオンテイ・ワイルダーへの挑戦権を懸け元WBA世界ヘビー級王者でWBC世界ヘビー級シルバー王者のアレクサンデル・ポベトキンと対戦し、初回1分31秒TKO負けを喫しシルバー王座とワイルダーへの挑戦権獲得に失敗した。

## 獲得タイトル
- USNBCヘビー級王座